# Nectriella pironii
Nectriella pironii är en svampart som beskrevs av Alfieri & Samuels 1980. Nectriella pironii ingår i släktet Nectriella och familjen Bionectriaceae.   Inga underarter finns listade i Catalogue of Life.